# Cultura de la participación
El desarrollo de  web 2.0 ha posibilitado un modelo de interacción entre las personas que permite una participación en igualdad de condiciones y trabajo colaborativo. Según Aparici, R. y Osuna Acedo, S. (2014) “la cultura de la participación es aquella que no tiene barreras para la expresión ciudadana, que apoya la creatividad y la puesta en común de creaciones propias y colectivas”.

## Definición
La cultura de la participación está basada en una comunicación horizontal en la que todos los individuos tienen el mismo poder y la posibilidad de intercambiar ideas, sugerencias, comentarios y experiencias, y trabajar de manera colaborativa. Por tanto esta comunicación debe superar las teorías funcionalistas.
Por otra parte, de acuerdo con García (2012), el proceso de construcción de la cultura de la participación es el resultado de cualquier proceso de ingeniería social. Es más, es necesario aplicarla en las primeras fases de cualquier proceso de ingeniería social .
Como escenarios para la participación, contamos hoy en día con la web 2.0 y las redes sociales, ecosistemas infocomunicativos que dan lugar al desarrollo de la  inteligencia colectiva, la interactividad y la arquitectura de la participación.
“La ciudadanía, para Manuel Castells (1998) es una gran mente interactuante o una webactora en términos de Pisani y Piotet (2009) con capacidad para crear dentro del espacio digital su propia información y su propio estilo comunicativo”.
Las personas participan en los escenarios virtuales de manera digital dejando un recorrido y unas huellas que conforman su  identidad digital. Las relaciones que se crean gracias a la cultura de la participación permiten realizar tareas, compartir y resolver problemas, adquirir conocimiento de manera socioconstructiva y desarrollar canales de comunicación dinámicos.
En el ámbito educativo, la cultura de la participación da lugar a oportunidades de aprendizaje y un mayor poder de la ciudadanía como usuaria digital en los social media.
En el ámbito social, como indica Geilfus (2002), “la experiencia sugiere que la mayoría de esfuerzos colaborativos exitosos han estado fundados en procesos participativos y en procedimientos democráticos”. Además, se verifica que la participación en un proyecto es dinámica, no es un estado fijo, ya que los miembros participantes se involucran más o menos en distintos momentos del proceso de desarrollo. No obstante, lo que siempre termina determinando el grado de participación es el grado de decisión en el proceso.